# کالوین (کنتاکی)
کالوین (به انگلیسی: Calvin) یک منطقهٔ مسکونی در ایالات متحده آمریکا است که در کنتاکی واقع شده‌است. کالوین ۳۲۸٫۸۸ متر بالاتر از سطح دریا واقع شده‌است.